# Burgtonna
Burgtonna ist ein Ortsteil der Gemeinde Tonna im thüringischen Landkreis Gotha.

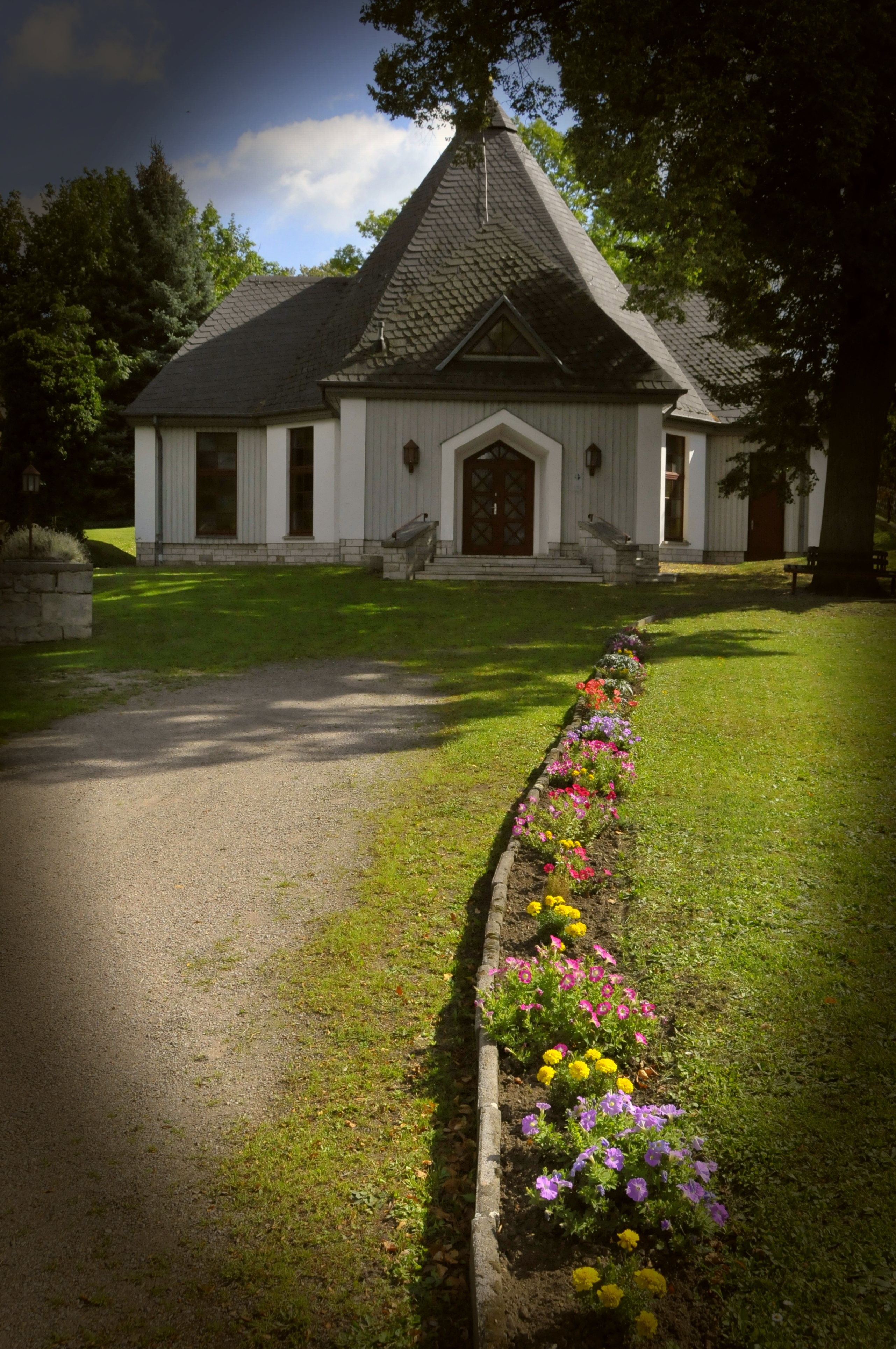
Christuskirche (Burgtonna)

## Geografie
Burgtonna liegt im Tal des namensgebenden Bachs Tonna zwischen Gräfentonna im Norden und Ballstädt im Süden. Aschara und Eckardtsleben, beides Ortsteile von Bad Langensalza, liegen im Südwesten und Westen, Döllstädt und Großfahner im Osten und Südosten. Durch den Ort führt die K19 zwischen Ballstädt und Gräfentonna.

## Geschichte
Burgtonna verdankt seinen Ortsnamen seiner einstigen Burg und dem Wasserlauf der Tonna. Auf frühgeschichtliche Ansiedlungen bis zur Steinzeit weisen zahlreiche Fundstätten hin. Erstmals wird der Ort in einer Urkunde aus dem Jahr 874 genannt. Im Jahr 1030 wurde die namengebende Burg von Graf Busso erbaut.
Im Thüringer Erbfolgekrieg kämpfte ihr letzter Burgherr, Berthold von Burgtonna, auf Seiten der Grafen von Tonna. In seiner Abwesenheit wurden Ort und Burg im Jahre 1249 völlig zerstört. Burgtonna wurde danach Besitz der Thüringer Landgrafen, später gehörte es zur Grafschaft Tonna/Gleichen.
In vergangenen Zeiten wurde das Dorf infolge seiner Tallage mehrfach durch den Wasserlauf der Tonna schwer heimgesucht. Bei der Burgtonnaer Sintflut des Jahres 1558 ertranken 46 Einwohner und 40 Anwesen wurden zerstört.
Ende des Jahres 1695 entdeckten Bauern beim Sandschürfen in einem Stollen nahe am Dorfanger von Burgtonna Knochen eines fossilen Waldelefanten. Man verständigte sofort die Herzogliche Kammer in Gotha. Der Fund wurde daraufhin 1696 im Auftrag des Herzogs komplett geborgen, und es begann unmittelbar dazu ein internationaler wissenschaftlicher Disput.
Der Fund des Waldelefanten von Burgtonna wurde somit zur Wiege der paläontologischen Forschung in Deutschland.
1799 wurde unweit der Fundstelle ein weiteres Elefantenskelett ausgegraben.
Am 15. Dezember 1889 fand die Einweihung der Eisenbahnlinie Ballstädt–Burgtonna–Gräfentonna–Döllstädt–Herbsleben statt.
Das Freibad in Burgtonna wurde 1934 fertiggestellt und bietet bis heute gute Bedingungen zur Freizeitgestaltung in den Sommermonaten.
Gegen Ende des Zweiten Weltkrieges hatte sich der Wehrmachtssoldat Ernst Wolf in dem im Waldgebiet „Fasanerie“ gelegenen Dreilindenhof versteckt, weil er aus einem Urlaub nicht mehr an die Front zurückkehren wollte. Als das bekannt wurde, durchkämmte ein Bataillon Soldaten den Wald, ergriff den Deserteur und erschoss ihn. Seine Eltern wurden unter dem Verdacht verhaftet, ihren Sohn unterstützt zu haben und wurden festgenommen. Der Vater des Deserteurs, Albin Wolf, gehörte zu den 149 Erschossenen, die von der Gestapo im Weimarer Webicht exekutiert wurden.
1948 wurde die Demontage der Schienen als Kriegsreparation für die UdSSR durchgeführt.
1973 stürzte die alte Dorfkirche ein. Am 9. Dezember 1990 fand die Einweihung der neuen Christuskirche statt, deren Bau von den Einwohnern des Ortes durch freiwillige Arbeitsleistungen ermöglicht wurde.
In acht Ortsjubiläen (1954, 1959, 1974, 1985, 1994, 2004, 2014 und 2024) feierte man die geschichtliche Entwicklung von Burgtonna. Ein weiteres Heimatfest 2025 ist in der Planung. Nach der Erweiterung der ortsgeschichtlichen Sammlung wurde am 30. Mai 1999 das Heimatmuseum der Öffentlichkeit übergeben. In umfangreichen Bau- und Sanierungsmaßnahmen sowie durch die aktive Mitgestaltung der Bevölkerung konnte in Burgtonna ein ansprechendes Ortsbild geschaffen werden.
Es entstanden die beiden Wohnungsbaugebiete „Am Weinberg“ und „Kirschwiese“ sowie das Gewerbegebiet „Hinter der Schenke“. Burgtonna verfügt über eine moderne Kindertagesstätte. Seit November 2024 befindet sich zudem wieder eine Einkaufsmöglichkeit im Ort.
Heute wird Burgtonna von einigen mittelständischen Betrieben und von einer ländlichen Struktur geprägt.

## Sehenswertes

### Christuskirche neben der Ruine der Cäcilienkirche
Von der einst imposanten, spätgotischen Kirche steht heute nur noch ein Teil des Chor-Mauerwerks. Die Kirche wurde 1470 errichtet und 1586, 1695 und 1733 umgebaut oder saniert. Statische Probleme im Turm, die sich bereits seit über 100 Jahren durch Risse im Gemäuer bemerkbar machten, führten 1973 zum Einsturz des Turmes, dabei wurde auch das Kirchenschiff zerstört. Erst 1988 begann man mit der Enttrümmerung des Ortes. Die Reste der Kirche werden heute für Freiluftkonzerte genutzt. Der Neubau der Christuskirche von 1990 steht gleich daneben. Unter einem offenen, überdachten Unterstand bewahrt man alte Grabplatten vom ehemaligen Friedhof sowie eine Kirchturmglocke.

### Weitere Sehenswürdigkeiten
- Heimatmuseum im ehem. Rittergut Burgtonna.
- Liste der Kulturdenkmale in Tonna

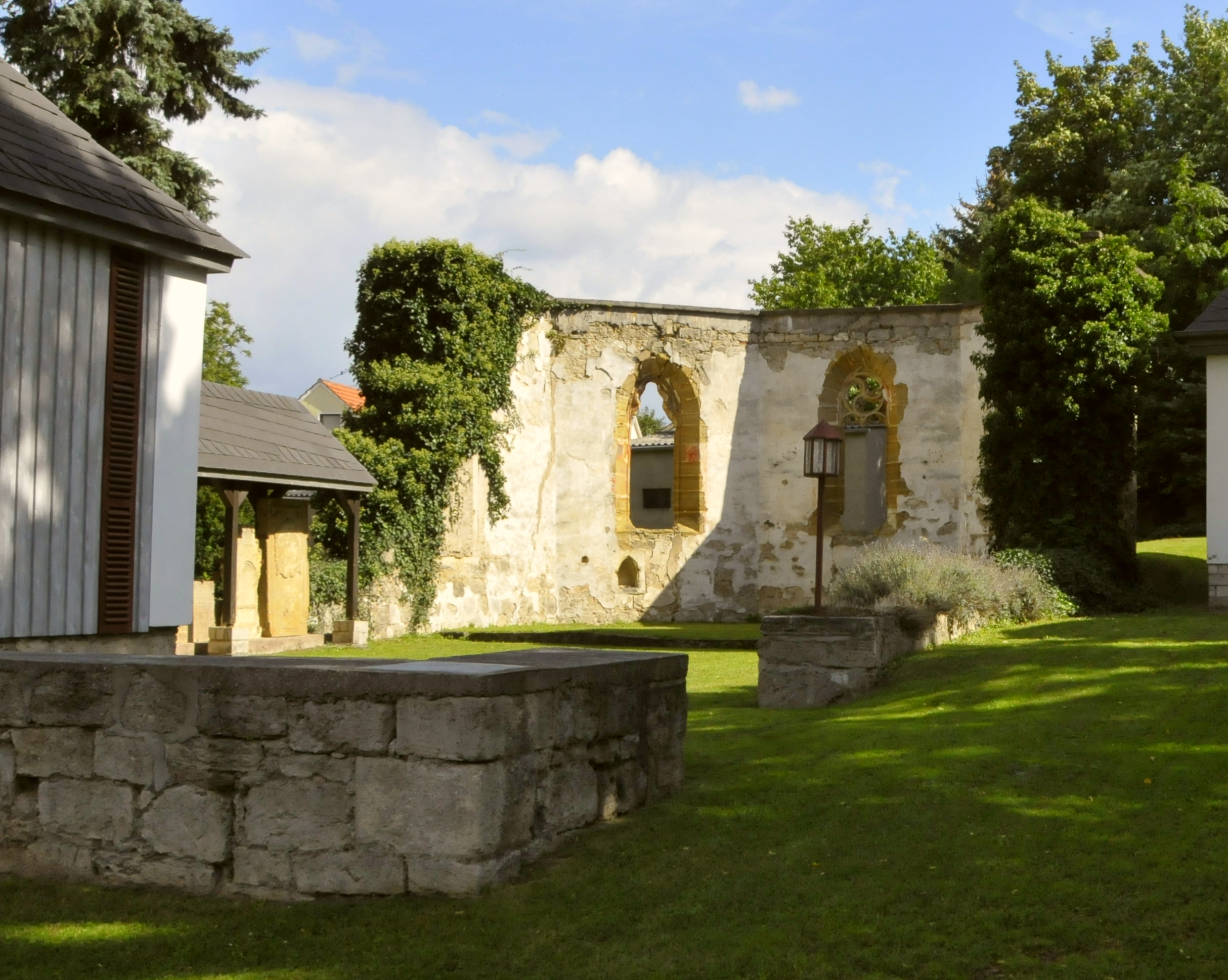
Ruine der Cäcilienkirche
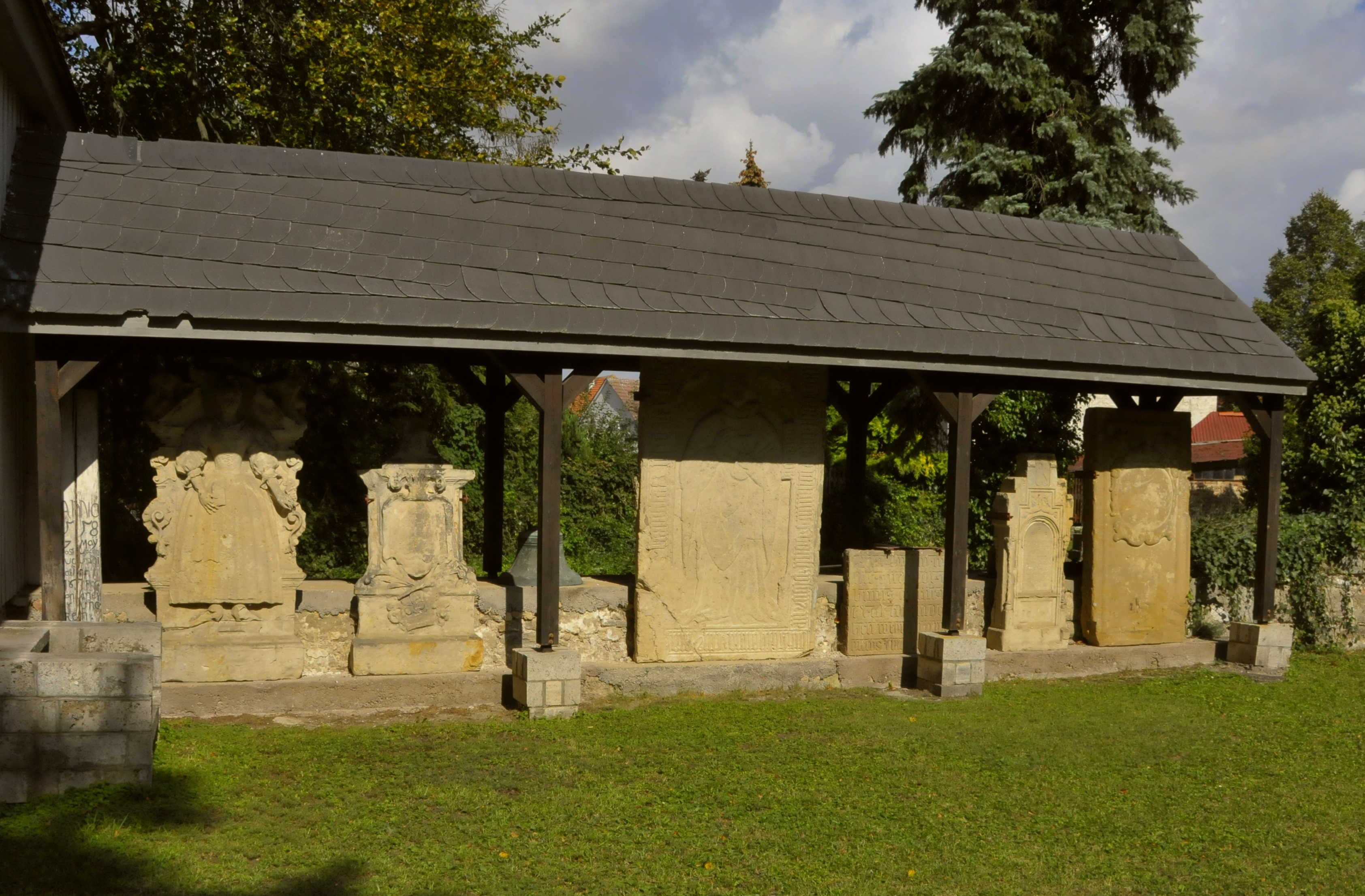
Ausstellung der Figurengrabplatten
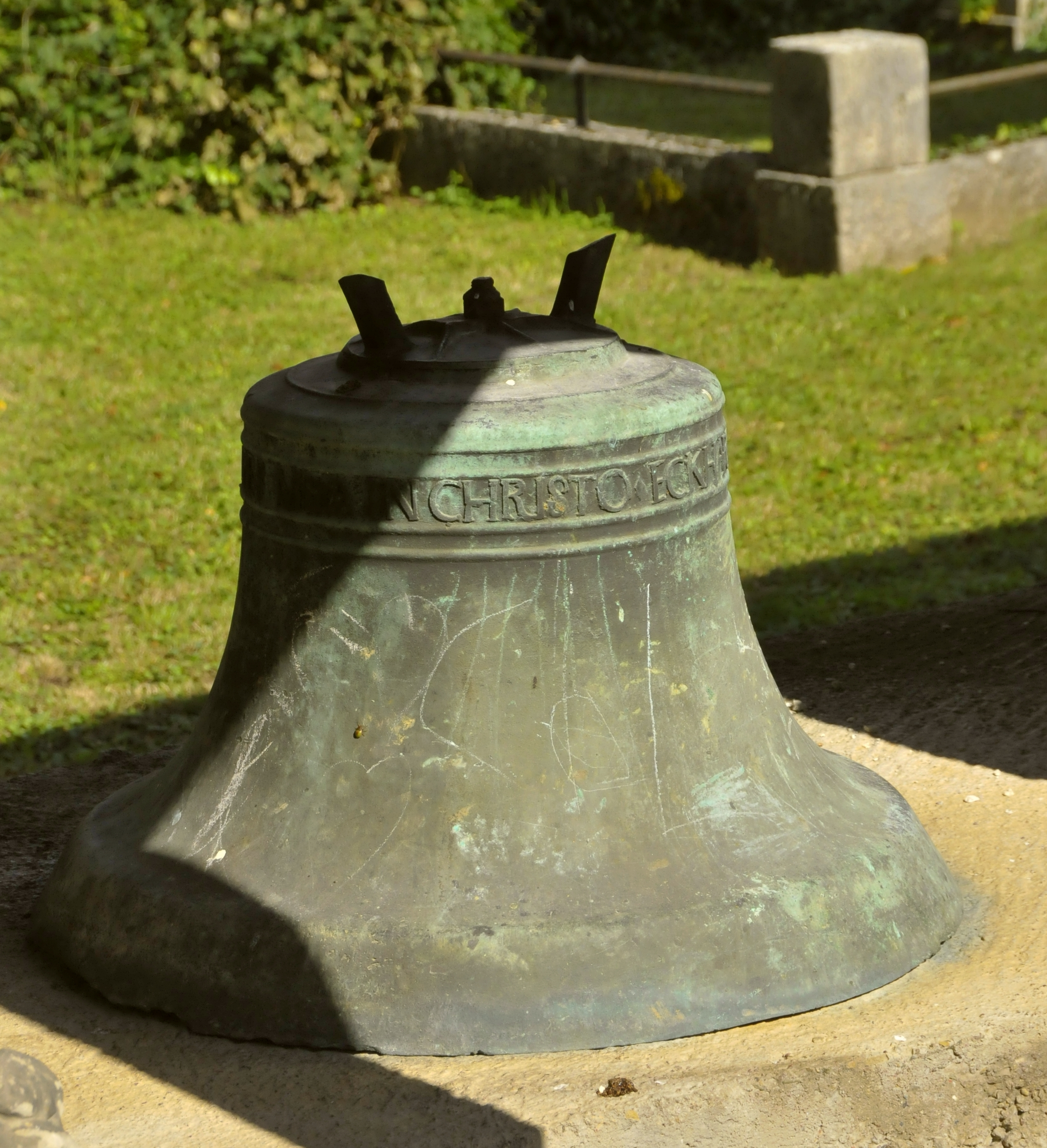
Glocke aus der Cäcilienkirche
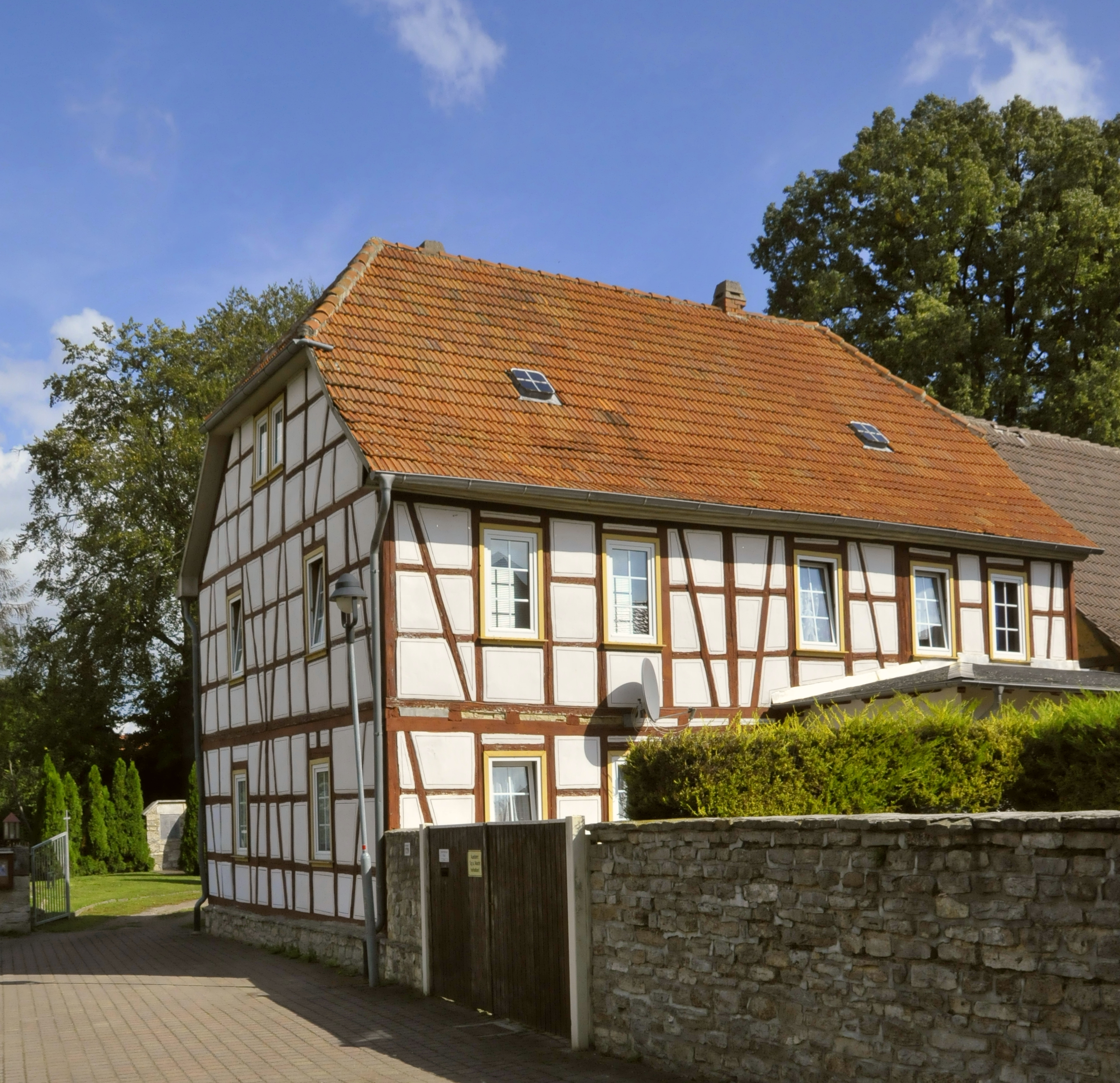
Altes Fachwerkhaus in der Nähe der Kirche
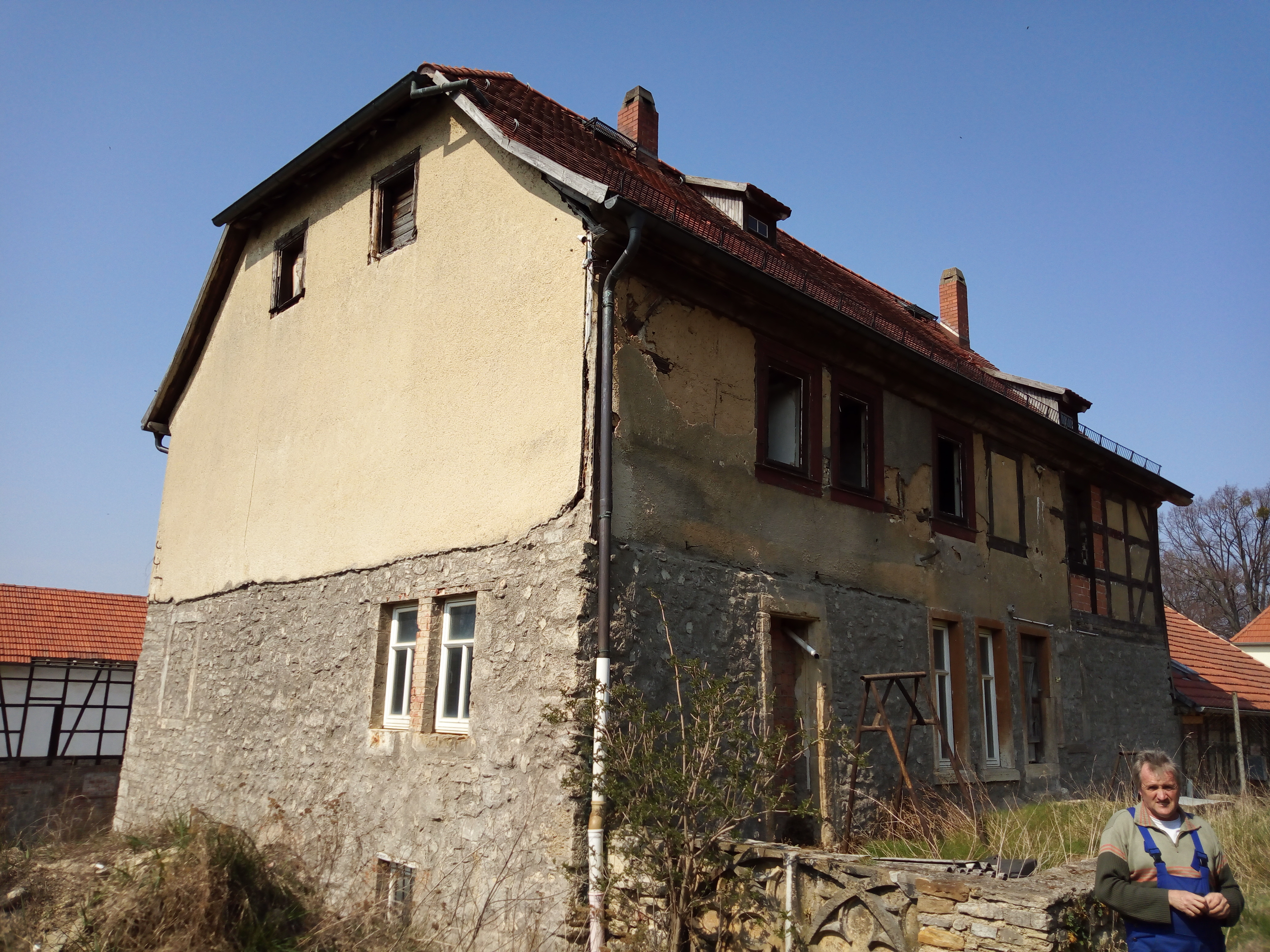
ehem. Herrenhaus des Rittergutes Burgtonna

## Verkehr
Die Bahnstrecke Ballstädt–Straußfurt ist stillgelegt.

## Persönlichkeiten
- Albin Wolf (1880–1945), Widerstandskämpfer gegen das Naziregime, der 1945 in Weimar von der SS ermordet wurde